# 204.ª Brigada de Vukovar
La Brigada Vukovar 204 (en croata: 204. vukovarska brigada) del Ejército de Croacia fue una unidad militar de la República de Croacia que llevó la defensa de la ciudad de Vukovar en la Batalla de Vukovar en el año 1991, durante la Guerra Croata de Independencia.
La Primera Guardia Nacional Croata (Zbor Narodne garde, ZNG), de las unidades movilizadas en Vukovar incluía elementos de la Brigada 109, las primeras en ser movilizadas a finales de junio de 1991; una parte de la Primera Brigada "A" en julio, y el Cuarto Batallón de la Tercera Brigada "A" se formó en la ciudad en agosto de 1991. A finales de septiembre elementos de la 109, estacionados en Vukovar, empezaron a formar la brigada local 204.
La Brigada de 204 se formó el 25 de septiembre de 1991, después de haber sido promulgada el 23 de septiembre de 1991 por orden del General Karl Gorinšek, a su vez el comandante del sector de Osijek. En el momento de su fundación, la lista de la brigada constaba de 1.803 hombres. Fue asignada para cubrir el área del antiguo municipio de Vukovar, que incluía la ciudad de Vukovar, Ilok, así como numerosas aldeas circundantes. El comando fue enviado también al Estado Mayor General de Zagreb, que introdujo algunas modificaciones, sobre todo cambiando el nombre a la Brigada 124, que fueron firmadas en una orden del Ministro de Defensa el 26 de septiembre.
La brigada no era una formación militar capacitada, pero incluyó algunos soldados entrenados y fue llevado por oficiales preparados; la primera vez por Milla Dedaković, apodadoJastreb ("halcón"), que anteriormente había sido Ieniente Coronel del Ejército Popular Yugoslavo. Un comandante notable fue Blago Zadro al mando del Tercer Batallón, que defendía la ciudad desde el noroeste en el camino de Trpinja. Zadro fue muerto en combate el 16 de octubre de 1991. También a mediados de octubre, Dedaković fue reasignado a la Vinkovci y el mando pasó a Branko Borkovic, apodadoMladi Jastreb("halcón joven"), que anteriormente tenía el rango de capitán.
En su mejor momento estaba compuesta por unos 2.200 hombres, de los cuales, alrededor de 770, en combate activo. Un total de 921 soldados muertos, 457 desaparecidos en acción, 770 heridos y 1.527 fueron capturados. Un total de 5.497 soldados formaron parte de la brigada a lo largo de toda la guerra.
Después de la caída de Vukovar, a finales de noviembre de 1991, los restos de la brigada se trasladaron a Vinkovci y otros lugares. Los comandantes de brigada nunca firmaron la rendición oficial. La brigada fue, sin embargo, disuelta oficialmente el 5 de junio de 1992, pero su personal restante pronto se trasladó a la recién formada Quinta Brigada de la Guardia, fundada el 25 de octubre de 1992. Los dos comandantes sobrevivientes, Dedaković y Borkovic, nunca fueron ascendidos, y muchos de sus miembros no fueron acreditados por su valor en combate. Sólo Blago Zadro fue ascendido póstumamente a Mayor General.
La verificación de las listas de la brigada en el Ministerio de Defensa se retrasó hasta mucho tiempo después de que la guerra habíese terminado, para consternación de los ex comandantes de la brigada.
La primera formación de la brigada con los sobrevivientes después de la guerra ocurrió el 23 de septiembre de 2001, patrocinado por un exmiembro, y entonces ministro de Croacia, Ivica Pančić defensores, así como por el Ministerio de Defensa a cargo Jozo Rados.
En noviembre de 2005, el Ministerio de Defensa de Berislav Rončević confirmó finalmente que los registros oficiales se habían consolidado, lo que allanó el camino para el reconocimiento oficial de la brigada.
El 25 de septiembre de 2006, la totalidad de la brigada fue alineada, y oficialmente acreditada, en una ceremonia en Vukovar con estandartes ahora oficiales, de la brigada, y delante del Comandante en Jefe Presidente de Croacia Stjepan Mesic.
Los datos brutos del Registro de defensa croata (Registar Hrvatskih branitelja), que se filtraron en 2010, enumera los nombres de más de 3.300 soldados de la Brigada 204 a lo largo de toda la guerra.